# Liste des films soviétiques sortis en 1951
Cet article présente une liste de films produits en Union soviétique en 1951.

## 1951
Les titres en français sont en grande majorité des traductions et non les titres attribués par les distributeurs dans les pays francophones.
Pour le classement annuel, la liste des titres a été établie en se basant sur les répertoires des pages Wikipédia en russe documentées par Longs métrages soviétiques. Catalogue annoté complétées par les listes des sites «kino-teatr» et «kinopoisk» d'où le nombre important de films que l'on trouve dans les références.
Pour les titres où l'on manque de précisions, seule l'année est indiquée : année de réalisation, année de sortie ou les deux ?. Bien que cela puisse paraître superflu, 1951 est inscrit pour chacun de ces titres pour montrer que la vérification a été faite.
On remarque que, la plupart du temps, il n'y a pas de première pour les courts métrages ainsi que pour les dessins animés et les documentaires de courte durée.
| Titre                                              | Titre original                                              | Date de sortie   | Réalisateur                                                             |
| -------------------------------------------------- | ----------------------------------------------------------- | ---------------- | ----------------------------------------------------------------------- |
| Amis-camarades                                     | ru:Друзья-товарищи (мультфильм)                             | 1951             | Viktor Alekseïevitch Gromov (ru)                                        |
| Le Chevalier à l'étoile d'or                       | ru:Кавалер Золотой Звезды                                   | 9 juillet 1951   | Youli Raizman                                                           |
| La Chine libérée                                   | ru:Освобождённый Китай (фильм)                              | 27 avril 1951    | Edouard Ioulianovitch Volk (ru)                                         |
| Cœur des braves                                    | ru:Сердце храбреца                                          | 1951             | )Boris Petrovitch Diojkine (ru) et Guennadi Flegontovitch Filippov (ru) |
| Conte de fées de la taïga                          | ru:Таёжная сказка                                           | 1951             | Evgueni Nikolaïevitch Raïkovski (ru) et Olga Khodataïeva                |
| Conte de la Princesse morte et des sept chevaliers | ru:Сказка о мёртвой царевне и о семи богатырях (мультфильм) | 1951             | Ivan Ivanov-Vano                                                        |
| Dans les steppes                                   | ru:В степи                                                  | 23 mars 1951     | Boris Alekseïevitch Bouneïev (ru) et Anatoli Ouliantsev                 |
| Grand concert                                      | ru:Большой концерт (фильм-концерт)                          | 16 novembre 1951 | Vera Stroeva                                                            |
| Haute colline                                      | ru:Высокая горка                                            | 1951             | Leonid Alekseïevitch Amalrik (ru) et Vladimir Polkovnikov*              |
| Honneur sportif                                    | ru:Спортивная честь                                         | 11 juin 1951     | Vladimir Petrov                                                         |
| Les Jours paisibles                                | ru:В мирные дни                                             | 16 avril 1951    | Vladimir Braun                                                          |
| Lumière à Koordi                                   | ru:Свет в Коорди (фильм)                                    | 25 octobre 1951  | Herbert Rappaport                                                       |
| Mineurs de Donetsk                                 | ru:Донецкие шахтёры                                         | 16 mai 1951      | Leonid Loukov                                                           |
| Printemps à Saken                                  | ru:Весна в Сакене (фильм)                                   | 16 janvier 1951  | Nikolaï Konstantinovitch Sanichvili (ru)                                |
| Tarass Chevtchenko                                 | ru:Тарас Шевченко (фильм)                                   | 17 décembre 1951 | Igor Savtchenko, Alexandre Alov et Vladimir Naoumov                     |
| Un été généreux                                    | ru:Щедрое лето                                              | 8 mars 1951      | Boris Barnet                                                            |
| La Victoire du peuple chinois                      | ru:Победа китайского народа                                 | 19 janvier 1951  | Leonid Vassilievitch Varlamov et Ivan Vladimirovitch Loukinski (ru)     |